# 유라정 (효고현)
유라정(由良町)은 효고현 쓰나군에 설치되었던 정이다. 현재의 스모토시에 해당한다.

## 역사
- 1889년 4월 1일 - 정촌제 시행에 의해 유라정이 단독으로 자치단체를 형성하였다.
- 1955년 3월 31일 - 스모토시에 편입, 동일 유라정은 폐지되었다.

## 참고문헌
- 角川日本地名大辞典 28 兵庫県